# 新波戈希农村居民点
新波戈希农村居民点（俄语：Новопогощенское сельское поселение）是俄罗斯联邦布良斯克州苏泽姆卡区所属的一个农村居民点。其下辖有9个居民点，行政中心为新波戈希。据2015年统计，该农村居民点的人口为698人。